# 619-й миномётный полк
619-й армейский миномётный Свирский ордена Кутузова полк — воинская часть Вооружённых Сил СССР в Великой Отечественной войне.

## История
Сформирован осенью 1943 года.
В составе действующей армии с 10.03.1944 года по 09.05.1945.
В марте 1944 направлен в Карелию а в июне 1944 переброшен на рубеж реки Свирь, принимает участие в Свирско-Петрозаводской операции. В ходе операции поддерживает части 763-го стрелкового полка 114-й стрелковой дивизии. 22-27.06.1944 года участвовал в прорыве оборонительных полос противника, своим огнём прокладывал путь пехоте вдоль восточного берега Ладожского озера на север и форсирование рек Олонка и Тулокса. 28.06.1944 ведёт бой непосредственно в районе штаба полка в районе деревни Видлица.
Затем переброшен в Заполярье, где принял участие в Петсамо-Киркенесской операции.
До конца боевых действий находился в Норвегии

## Подчинение
| Дата            | Фронт (округ)            | Армия                | Корпус | Дивизия | Бригада | Примечания |
| --------------- | ------------------------ | -------------------- | ------ | ------- | ------- | ---------- |
| 01.10.1943 года | Московский военный округ | -                    | -      | -       | -       | -          |
| 01.11.1943 года | Московский военный округ | -                    | -      | -       | -       | -          |
| 01.12.1943 года | Московский военный округ | -                    | -      | -       | -       | -          |
| 01.01.1944 года | Московский военный округ | -                    | -      | -       | -       | -          |
| 01.02.1944 года | Московский военный округ | -                    | -      | -       | -       | -          |
| 01.03.1944 года | Московский военный округ | -                    | -      | -       | -       | -          |
| 01.04.1944 года | Карельский фронт         | 14-я армия           | -      | -       | -       | -          |
| 01.05.1944 года | Карельский фронт         | 14-я армия           | -      | -       | -       | -          |
| 01.06.1944 года | Карельский фронт         | 14-я армия           | -      | -       | -       | -          |
| 01.07.1944 года | Карельский фронт         | 7-я армия            | -      | -       | -       | -          |
| 01.08.1944 года | Карельский фронт         | 7-я армия            | -      | -       | -       | -          |
| 01.09.1944 года | Карельский фронт         | 7-я армия            | -      | -       | -       | -          |
| 01.10.1944 года | Карельский фронт         | 14-я армия           | -      | -       | -       | -          |
| 01.11.1944 года | Карельский фронт         | 14-я армия           | -      | -       | -       | -          |
| 01.12.1944 года | -                        | 14-я отдельная армия | -      | -       | -       | -          |
| 01.01.1945 года | -                        | 14-я отдельная армия | -      | -       | -       | -          |
| 01.02.1945 года | -                        | 14-я отдельная армия | -      | -       | -       | -          |
| 01.03.1945 года | -                        | 14-я отдельная армия | -      | -       | -       | -          |
| 01.04.1945 года | -                        | 14-я отдельная армия | -      | -       | -       | -          |
| 01.05.1945 года | -                        | 14-я отдельная армия | -      | -       | -       | -          |

## Командиры
- Леселидзе, Виктор Николаевич, подполковник, до 28.06.1944 года

## Награды и наименования
| Награда                          | Дата       | За что получена |
| -------------------------------- | ---------- | --- |
| Почётное наименование «Свирский» | 02.07.1944 | За успешные действия в ходе Свирско-Петрозаводской операции |
| Орден Кутузова III степени       | 31.10.1944 | За образцовое выполнение заданий командования в боях с немецкими захватчиками, за овладение городом Петсамо (Печенга) и проявленные при этом доблесть и мужество |

## Воины полка
| Награда | Ф. И. О.                     | Должность      | Звание       | Дата награждения | Примечания                                                         |
| ------- | ---------------------------- | -------------- | ------------ | ---------------- | ------------------------------------------------------------------ |
|         | Леселидзе, Виктор Николаевич | Командир полка | Подполковник | 21.07.1944       | награждён посмертно родной брат генерал-полковника Леселидзе К. Н. |